# Burdukowo (dieriewnia, rejon wołogodzki)
Burdukowo (ros. Бурдуково) – wieś typu dieriewnia w Rosji, w rejonie wołogodzkim obwodu wołogodzkiego. W 2010 r. liczyła 2 mieszkańców.